# Nouvron-Vingré
Nouvron-Vingré é uma comuna francesa na região administrativa de Altos da França, no departamento de Aisne. Estende-se por uma área de 9,25 km². Em 2010 a comuna tinha 220 habitantes (densidade: 23,8 hab./km²).